# Piero Boni
Piero Boni (Reggio nell'Emilia, 19 ottobre 1920 – Roma, 28 giugno 2009) è stato un sindacalista e partigiano italiano.

## L'attività partigiana
Piero Boni nacque a Reggio Emilia nel 1920. Partigiano con il nome di battaglia di Piero Coletti, prese parte alla difesa di Roma nelle file dell'organizzazione militare del PSI, le Brigate Matteotti. Il 23 luglio 1944 fu paracadutato da un Halifax delle Forze Aeree Britanniche presso il distaccamento I Julia accantonato alla Costa del Lupo presso Borgotaro come membro del gruppo dell'OSS (Office of Strategic Services) dell'esercito statunitense. Si trattò, in realtà, di un errore del pilota, avrebbe dovuto ritrovarsi a Varzi, nell'oltrepò pavese, e da qui raggiungere Torino, ma ben presto si rese conto del contributo che anche in quel luogo avrebbe potuto dare.
Rimase a Compiano fino al 18 novembre del 1944 quando abbandono la località dell'Appennino parmense diretto in Garfagnana allo scopo di riprendere contatto con il comando OSS. Compì una marcia di oltre 200 km tra le montagne fino ad incontrare, nella notte tra il 23 e il 24 novembre, le prime sentinelle americane. Dopo vari trasferimenti giunse a Siena, sede del comando generale dell'OSS, e lì rimase fino al 27 dicembre, quando ripartì per Compiano. Fu paracadutato verso le 11 del mattino nei pressi del castello. Si ferì lievemente nell'atterrare tra i rami di un castagno. Scampò miracolosamente al rastrellamento effettuato dalle forze nazifasciste nei primi giorni di gennaio del 1945. Nella prossimità della Liberazione, il 23 aprile incontrò sul Santadonna la I Julia diretta a Salsomaggiore Terme. Giunse nella cittadina collinare il 24, il 25 si trovò a Fidenza. Giunse a Parma oramai liberata il 27 aprile 1945.

## L'attività sindacale
Membro dell'Ufficio sindacale del PSI nel primo dopoguerra, entrò a far parte dell'Ufficio segreteria della CGIL e successivamente dell'Ufficio organizzazione. Nel 1952 venne eletto Segretario generale aggiunto della Federazione chimici e membro del direttivo CGIL. Nel 1955 venne eletto membro del comitato centrale del PSI e divenne vicesegretario della CGIL. Entrò a far parte in seguito al IV Congresso Nazionale della CGIL, tenutosi nel 1956, dell'esecutivo e della segreteria del sindacato. Nel 1957 divenne segretario nazionale della Fiom. Venne nominato membro del CNEL come rappresentante CGIL nel 1958 e lo rimase finò al 1995.
Venne eletto nel 1960 segretario generale aggiunto della FIOM, affiancando così Luciano Lama, ed entrò nell'esecutivo della CGIL. La carica di segretario aggiunto della FIOM gli venne confermata nel 1962 e nel 1964, quando affiancò Bruno Trentin. Venne eletto nel corso del VII congresso della CGIL, tenutosi a Livorno nel 1969, segretario. Nel corso del VIII congresso, tenutosi a Bari nel 1973, venne eletto segretario generale aggiunto della CGIL, carica che mantenne fino al 1977. Proprio nel 1977, dopo essersi dimesso dalla segreteria, assunse la presidenza della Fondazione Giacomo Brodolini. Tra il 1977 e il 1988 fu presidente della commissione lavoro del CNEL e membro del Comitato Economico della Unione europea. Dal 1982 al 1992 fu docente a contratto presso l'Università La Sapienza di Roma e la Università Federico II di Napoli.

## Pubblicazioni
- Piero Boni, Giorni a Compiano, Compiano Arte e Storia, Compiano 1984.
- Piero Boni, FIOM: 100 anni di un sindacato industriale, Meta Edizioni, Edisse, Roma 1993.